# Forte do Cabo da Rama

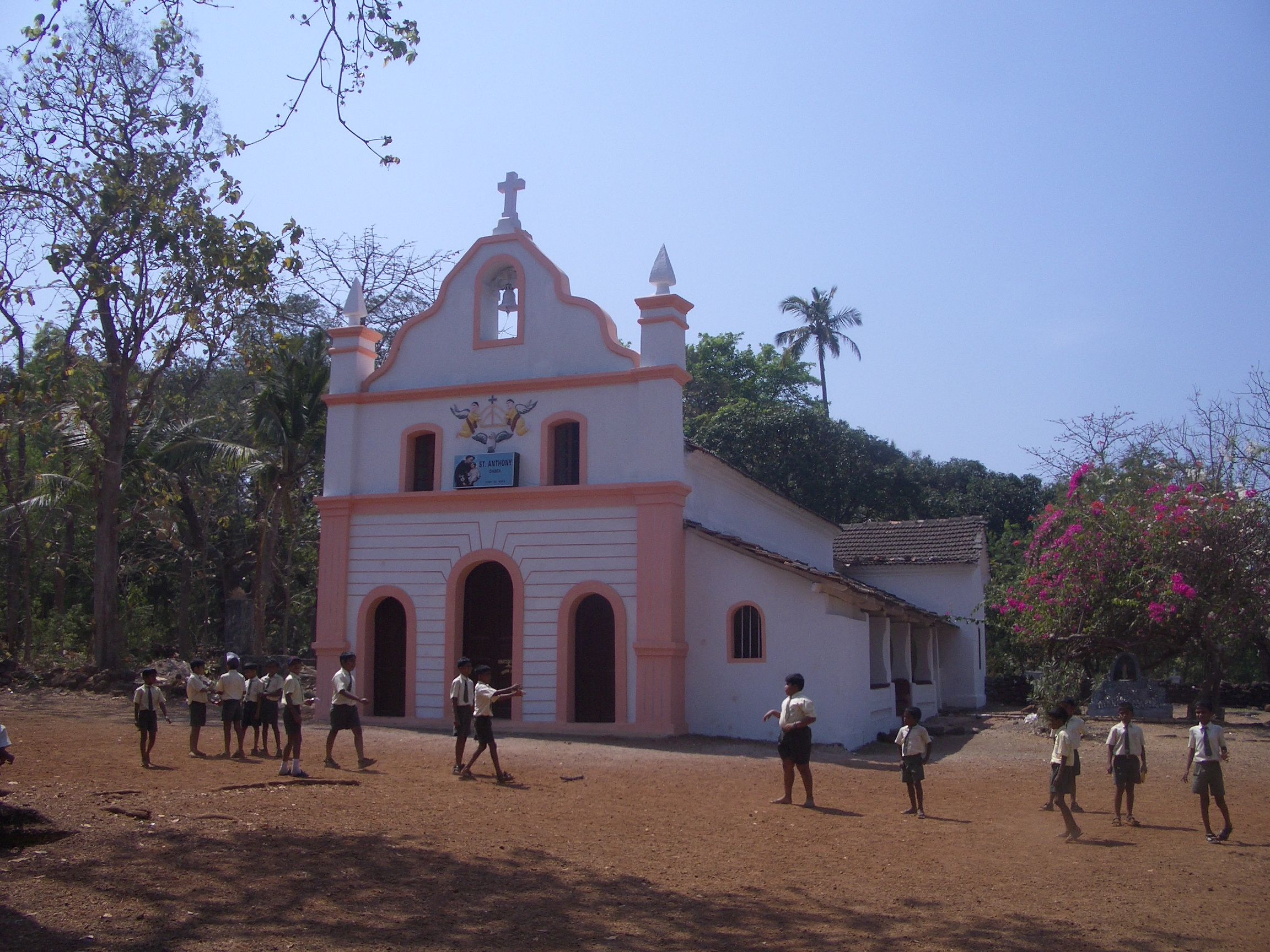
Igreja de Santo António, situada dentro do forte

O Forte do Cabo da Rama localiza-se no cabo homónimo, concelho de Canácona, no estado de Goa, na costa oeste da Índia.

## História
Originalmente erguido pelos indianos, passou para o domínio português em 1763, durante o governo do vice-rei do Estado Português da Índia, D. Manuel de Saldanha de Albuquerque e Castro, 1º Conde da Ega.
No século XIX encontrava-se artilhado com vinte e uma peças de ferro de diversos calibres. À época já havia perdido a sua importância estratégica, e a sua guarnição, de cerca de trinta homens, limitava-se a reprimir o contrabando nas praias vizinhas.
Encontra-se protegido pelo governo de Goa como património histórico desde 1983. Atualmente em precário estado de conservação, ainda podem ser observados os antigos canhões portugueses que aqui jazem.

## Características
Originalmente constituía-se numa fortificação em estilo muçulmano, com muralhas espessas, quinze baluartes e um fosso pelo lado de terra. Em seu interior, além das edificações de serviço, existe uma pequena capela dedicada a Santo António que ainda recebe devotos.
Contava com duas nascentes de água potável, ainda hoje existentes, de diferentes temperaturas, e um pequeno lago.
A entrada consiste numa edificação do século XX, provavelmente levantada pelos militares portugueses antes de 1961. No parque de estacionamento, diante do forte, existe um pequeno cruzeiro dedicado, em língua portuguesa, a um enfermeiro goês falecido.